# پترولئوس دی ونزوئلا

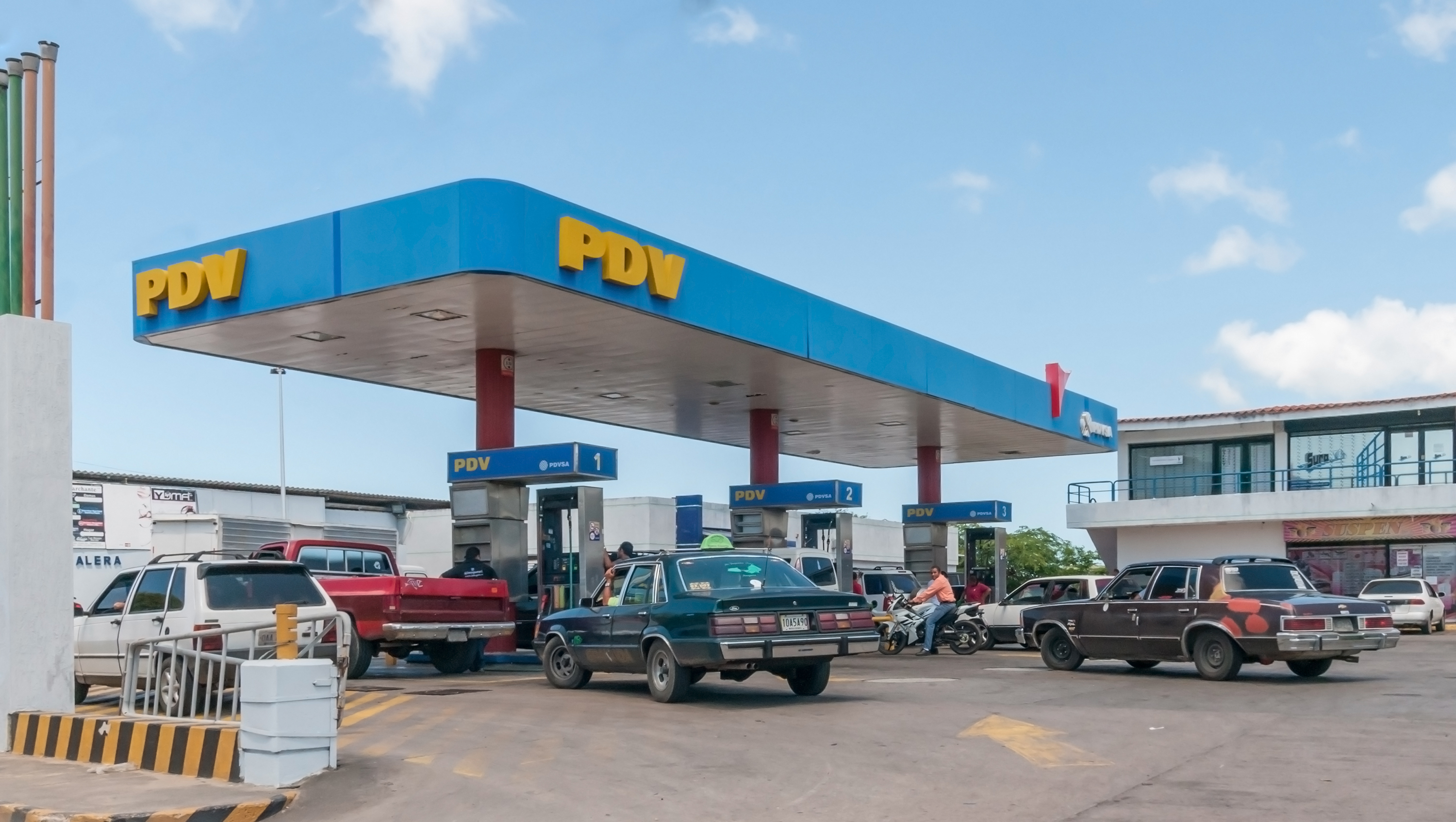
جایگاه پمپ بنزین شرکت پترولئوس دی ونزوئلا، در ونزوئلا

پترولئوس دی ونزوئلا (به اسپانیایی: Petróleos de Venezuela) به‌اختصار: پی‌دی‌وی‌اس‌آ (به انگلیسی: PDVSA) یا شرکت نفت ونزوئلا شرکت دولتی نفت و گاز ونزوئلا است، که در زمینه اکتشاف، استخراج، پالایش و صادرات نفت خام و گاز طبیعی فعالیت می‌کند. این شرکت به‌طور متوسط روزانه ۳٫۳ میلیون بشکه نفت خام تولید می‌نماید.
از زمان تأسیس آن در ۱ ژانویه ۱۹۷۶ و با ملی شدن صنعت نفت در ونزوئلا، شرکت پترولئوس دی ونزوئلا تحت نظارت وزارت انرژی ونزوئلا فعالیت می‌کند.
از سال ۲۰۰۴ تا ۲۰۱۰ شرکت نفت ونزوئلا بیش از ۶۱ میلیارد دلار را به پروژه‌های توسعه اجتماعی دولت اختصاص داده‌است. بی‌کفایتی و نا کارآمدی در سطوح مختلف مدیریتی این شرکت وجود دارد، که باعث آتش‌سوزی و بروز حوادث بی‌شمار، از سال ۲۰۰۳ تا به حال شده‌است.